# Roberto Carlos (álbum de 1969)
Roberto Carlos é o nono álbum do cantor e compositor Roberto Carlos, de 1969.
No álbum, Roberto lançou um de seus maiores sucessos, "As Curvas da Estrada de Santos", que fala sobre a Rodovia Caminho do Mar, na época chamada de Estrada de Santos. Vendeu aproximadamente 400 mil cópias.
Entre as faixas deste álbum, que ainda continha resquícios da Jovem Guarda, como a canção, "Nada Vai Me Convencer", percebe-se uma mistura de várias influências e ritmos, como MPB, soul, rock e valsa, este último ritmo, em "Oh! Meu Imenso Amor", em que Roberto posta a voz de maneira irônica e divertida. 
Depois de morar por anos nos EUA, Tim Maia teve a oportunidade de mostrar uma composição para este álbum ("Não Vou Ficar"), que Roberto grava neste álbum de 1969 e Tim Maia gravaria no seu segundo LP,  em 1971. 
Neste álbum é apresentada a primeira canção instrumental da carreira de Roberto Carlos, a faixa "O Diamante Cor de Rosa", tema do filme homônimo estrelado por Roberto, Erasmo e Wanderléa. Roberto Carlos, além de compositor da canção, ele próprio faz o acompanhamento principal, tocando gaita.

## Faixas - Composição e Duração
| Nº  | Título                            | Composição                     | Duração |
| --- | --------------------------------- | ------------------------------ | ------- |
| 1.  | As Flores Do Jardim Da Nossa Casa | Roberto Carlos - Erasmo Carlos | 3:07    |
| 2.  | Aceito Seu Coração                | Puruca                         | 3:35    |
| 3.  | Nada Vai Me Convencer             | Paulo Cesar Barros             | 2:47    |
| 4.  | Do Outro Lado Da Cidade           | Helena Dos Santos              | 3:38    |
| 5.  | Quero Ter Você Perto De Mim       | Nenéo                          | 3:04    |
| 6.  | O Diamante Cor-De-Rosa            | Roberto Carlos - Erasmo Carlos | 3:15    |
| 7.  | Não Vou Ficar                     | Tim Maia                       | 2:56    |
| 8.  | As Curvas Da Estrada De Santos    | Roberto Carlos - Erasmo Carlos | 3:28    |
| 9.  | Sua Estupidez                     | Roberto Carlos - Erasmo Carlos | 4:51    |
| 10. | Oh! Meu Imenso Amor               | Roberto Carlos - Erasmo Carlos | 2:02    |
| 11. | Não Adianta                       | Edson Ribeiro                  | 3:46    |
| 12. | Nada Tenho A Perder               | Getúlio Côrtes                 | 2:46    |

## Certificações e vendas
| Região                                                       | Certificação | Unidades/vendas |
| ------------------------------------------------------------ | ------------ | --------------- |
| Brasil (PMB)                                                 | Diamante     | 1,000,000‡      |
| ‡vendas+valores de streaming baseados apenas na certificação |              |                 |